# Sint-Gilliskerk (Waten)
De Sint-Gilliskerk (Frans: Église Saint-Gilles) is de parochiekerk van de gemeente en stad Waten in het Franse Noorderdepartement.

## Geschiedenis
De kerk werd gesticht in 1236 door de monniken van de Abdij van Waten. De huidige gotische bakstenen westtoren is gebouwd van 1498-1513 en heeft zes verdiepingen. In 1800 waaide de spits tijdens een storm eraf. De huidige kerk werd gebouwd van 1498-1513 in neogotische stijl naar ontwerp van François Develle, waarbij gebruik werd gemaakt van de materialen van de vroegere kerk.

## Interieur
De kerk bezit een 18e-eeuwse biechtstoel en enkele voorwerpen die afkomstig zijn van de Abdij van Waten. Ook van belang zijn de glas-in-loodramen in het koor. Ook is er een calvarieberg van 1781.
De toren werd in 1984 ingeschreven als monument historique en werd in 1997 gerestaureerd. Ook de glas-in-loodramen werden geklasseerd als monument historique.